# U-258
Unterseeboot 258 foi um submarino alemão do Tipo VIIC, pertencente a Kriegsmarine que atuou durante a Segunda Guerra Mundial.

## Comandantes
| Comandante                      | Data                                        |
| ------------------------------- | ------------------------------------------- |
| Kptlt. Wilhelm von Mässenhausen | 4 de fevereiro de 1942 - 20 de maio de 1943 |

## Subordinação
Durante o seu tempo de serviço, esteve subordinado às seguintes flotilhas:
| Período                                       | Flotilha                                  |
| --------------------------------------------- | ----------------------------------------- |
| 4 de fevereiro de 1942 - 31 de agosto de 1942 | 5. Unterseebootsflottille (treinamento)   |
| 1 de setembro de 1942 - 20 de maio de 1943    | 3. Unterseebootsflottille (serviço ativo) |

## Operações conjuntas de ataque
O U-258 participou das seguinte operações de ataque combinado durante a sua carreira:
- Rudeltaktik Pfeil (12 de setembro de 1942 - 22 de setembro de 1942)
- Rudeltaktik Blitz (22 de setembro de 1942 - 26 de setembro de 1942)
- Rudeltaktik Tiger (26 de setembro de 1942 - 30 de setembro de 1942)
- Rudeltaktik Wotan (5 de outubro de 1942 - 17 de outubro de 1942)
- Rudeltaktik Delphin (23 de janeiro de 1943 - 9 de fevereiro de 1943)
- Rudeltaktik Rochen (9 de fevereiro de 1943 - 20 de fevereiro de 1943)
- Rudeltaktik Adler (11 de abril de 1943 - 13 de abril de 1943)
- Rudeltaktik Meise (13 de abril de 1943 - 27 de abril de 1943)
- Rudeltaktik Star (27 de abril de 1943 - 4 de maio de 1943)
- Rudeltaktik Inn (11 de maio de 1943 - 15 de maio de 1943)
- Rudeltaktik Donau 1 (15 de maio de 1943 - 20 de maio de 1943)